# Province del Belgio per indice di sviluppo umano
     > 0,930
     0,930 – 0,920
     0,920 – 0,900
     0,900 – 0,880
     < 0,880

Mappa delle province del Belgio per indice di sviluppo umano nel 2017.
Legenda:
> 0,930
0,930 – 0,920
0,920 – 0,900
0,900 – 0,880
< 0,880

Questa è una lista delle province del Belgio per indice di sviluppo umano 2019.
| Pos.                        | Provincia                           | HDI (2019)                  | Comparabile con             |
| Very high human development | Very high human development         | Very high human development | Very high human development |
| --------------------------- | ----------------------------------- | --------------------------- | --------------------------- |
| 1                           | Regione di Bruxelles-Capitale       | 0,948                       | Islanda                     |
| 1                           | Provincia del Brabante Vallone      | 0,948                       | Islanda                     |
| 3                           | Provincia del Brabante Fiammingo    | 0,946                       | Germania                    |
| 4                           | Provincia di Anversa                | 0,945                       | Svezia                      |
| 5                           | Provincia delle Fiandre Occidentali | 0,935                       | Finlandia                   |
| 6                           | Provincia delle Fiandre Orientali   | 0,932                       | Regno Unito                 |
| –                           | Belgio (media)                      | 0,932                       | Regno Unito                 |
| 7                           | Provincia del Limburgo              | 0,925                       | Stati Uniti                 |
| 8                           | Provincia di Liegi                  | 0,903                       | Spagna                      |
| 9                           | Provincia di Namur                  | 0,900                       | Rep. Ceca                   |
| 10                          | Provincia del Lussemburgo           | 0,899                       | Rep. Ceca                   |
| 11                          | Provincia dell'Hainaut              | 0,888                       | Grecia                      |